# همه‌پرسی استقلال اوستیای جنوبی ۱۹۹۲
همه‌پرسی استقلال در اوستیای جنوبی در ۱۹ ژانویه ۱۹۹۲ برگزار شد.  هدف از این همه‌پرسی، بررسی ماندن یا استقلال از کشور گرجستان بود. رای دهندگان به این پرسش ها پاسخ دادند: "آیا موافقید که اوستیای جنوبی یک کشور مستقل باشد؟" و "آیا با راه حل پارلمان اوستیای جنوبی در ۱ سپتامبر ۱۹۹۱ در مورد اتحاد دوباره با روسیه موافقید؟"  پیشنهادات توسط ۹۹٫۹٪ از رای دهندگان تایید شد،  اما نتایج در سطح بین المللی به رسمیت شناخته نشدند. 

## زمینه
در نوامبر ۱۹۸۹ شوراي عالي منطقه خودمختار اوستياي جنوبي به تغيير وضعيت جمهوري سوسياليستي خودمختار شوروي راي داد. با این حال، دولت گرجستان طی قانونی در ۱ دسامبر ۱۹۹۰ وضعیت خودمختار این منطقه را لغو کرد و این همه‌پرسی  را به رسمیت نشناخت. گرچه گرجستان همه‌پرسی مارس ۱۹۹۱ را برای ایجاد یک فدراسیون شوروی جدید تحریم کرد، اما رای دهندگان اوستیای جنوبی در آن شرکت کردند. هنگامی که گرجستان در اواخر این ماه همه‌پرسی استقلال خود را برگزار کرد، این همه‌پرسی در منطقه اوستیای جنوبی ( به عنوان یکی از مناطق جمهوری شوروی سوسیالیستی گرجستان ) با تحریم روبرو شد. 

## نتایج
| استقلال               | ۵۳٬۳۰۸ | ۹۹٫۹۱ | ۴۸ | ۰٫۰۹ | ۸۵ | ۵۳٬۴۴۱ | ۵۵٬۱۵۱ | ۹۶٫۹۰ | Approved |
| اتحاد مجدد با روسیه   | ۵۳٬۲۹۱ | ۹۹٫۸۹ | ۵۷ | ۰٫۱۱ | ۹۳ | ۵۳٬۴۴۱ | ۵۵٬۱۵۱ | ۹۶٫۹۰ | Approved |
| منبع: دموکراسی مستقیم |        |       |    |      |    |        |        |       |          |

## همچنین ببینید
- پیشنهاد الحاق اوستیای جنوبی به روسیه